# Нетеизъм
Нетеизъм е общо наименование на възгледите, невключващи или отхвърлящи теизма, вярата в съществуване на персонализиран бог или божества. Нетеизмът обхваща както атеизма, отричащ съществуването на богове, така и други възгледи, като агностицизма, игностицизма, скептицизма и пантеизма.
Едно от най-ранните свидетелства за използването на понятието е от английския секуларист Джордж Джейкъб Холиоук през 1852 година.